# جو بنوا
جو بنوا هو لاعب هوكي الجليد كندي، ولد في 27 فبراير 1916 في سانت ألبرت في كندا، وتوفي في 19 أكتوبر 1981 في سبوكين في الولايات المتحدة.

## وصلات خارجية
- جو بنوا على موقع دوري الهوكي الوطني (الإنجليزية)
- جو بنوا على موقع EliteProspects.com (الإنجليزية)
- جو بنوا على موقع HockeyDB.com (الإنجليزية)
- جو بنوا على موقع Hockey-Reference.com (الإنجليزية)